# Coșereni
Coșereni là một xã thuộc hạt Ialomița, România. Dân số thời điểm năm 2002 là 7031 người.